# Фурий Красип
Фурий Красип (на латински: Furius Crassipes; † сл. 49 пр.н.е.) е римски конник и политик на Римската република от 1 век пр.н.е. Произлиза от фамилията Фурии. Той е вторият съпруг на Тулия, дъщерята на Цицерон.
През 51 пр.н.е. Красип e квестор във Витиния. Той притежава голяма къща с градина извън Рим. На 6 април 56 пр.н.е. (договор, spon-saUa) Красип се жени за Тулия. Тя е вдовица на оратора Гай Калпурний Пизон Фруги (квестор 58 пр.н.е., † 57 пр.н.е.), син на Луций Калпурний Пизон Фруги (претор 74 пр.н.е.) и правнук на историка Луций Калпурний Пизон Фруги. Двамата нямат деца и през 51 пр.н.е. се развеждат по неизвестни причини. През май 50 пр.н.е. Тулия се омъжва за Публий Корнелий Долабела (консул 44 пр.н.е.). Цицерон остава приятел с Красип и си пише с него.